# Hartmut Briesenick
Hartmut Briesenick, född den 17 mars 1949 i Luckenwalde, Tyskland, död den 8 mars 2013, var en östtysk friidrottare inom kulstötning.
Han tog OS-brons i kulstötning vid friidrottstävlingarna 1972 i München. Han var tidigare gift med Ilona Schoknecht-Slupianek.